# Mario Benjamín Menéndez
Mario Benjamín Menéndez (Buenos Aires, 3 aprile 1930 – Chañar Ladeado, 18 settembre 2015) è stato un generale argentino.

## Biografia
Ufficiale dell'esercito argentino prese parte all'attività repressiva condotta dalle forze armate contro la cosiddetta "sovversione" durante gli anni settanta; in particolare svolse un ruolo attivo, come comandante di una brigata di fanteria, nel Operativo Indipendencia, la brutale campagna di repressione militare effettuata dall'esercito nella provincia di Tucumán nel 1975.
Era cugino del tristemente famoso Luciano Benjamín Menéndez, conosciuto come "La Hiena", ex generale che durante il periodo della dittatura aveva guidato il III Corpo dell'esercito, e che aveva sotto il suo comando oltre 60 centri di concentramento.
Governatore militare delle isole Malvinas durante la guerra delle Falkland del 1982, non fu in grado di respingere il corpo di spedizione britannico incaricato di riconquistare l'arcipelago e firmò la capitolazione delle forze argentine sulle isole con il maggior generale Jeremy Moore il 14 giugno 1982. Durante la breve campagna si dimostrò scarsamente determinato, passivo e indeciso, rendendosi responsabile di gravi errori tattici e della condotta troppo difensiva delle sue truppe. Sorpreso dallo sbarco nemico nella baia di San Carlos non contrastò l'avanzata via terra britannica e venne infine bloccato con le sue truppe nella capitale Port Stanley dove si arrese rapidamente senza combattere ad oltranza come egli aveva preannunciato inizialmente.
Fu tacciato di tradimento dalla propaganda per aver firmato la resa senza un combattimento all'ultimo sangue e per aver ceduto alla guerra psicologica effettuata da uno specialista inglese via radio. Dopo il ritorno in patria fu rimosso dall'incarico insieme ad altri cinque ufficiali e sottoposto ad una commissione d'inchiesta.
Tra le sue dichiarazioni in una intervista, vent'anni dopo: 
In effetti non fu un esponente di spicco della giunta militare, a differenza del cugino, e tutta la sua notorietà è legata di fatto alla guerra delle Falkland.